# Margarita, Bolívar
Margarita là một khu tự quản thuộc tỉnh Bolívar, Colombia. Thủ phủ của khu tự quản Margarita đóng tại Margarita Khu tự quản Margarita có diện tích 263 ki lô mét vuông. Đến thời điểm ngày 28 tháng 5 năm 2005, khu tự quản Margarita có dân số 8118 người.